# Louis Perrée
Louis Léonce Théophile Perrée (25. marts 1871 i Paris – 1. marts 1924) var en fransk fægter, som deltog i OL 1900 i Paris.
Perrée vandt en sølvmedalje i fægtning under OL 1900 i Paris. Han kom på en andenplads i kårde, da han tabte i finalen til Ramón Fonst.